# Disney XD (Francia)
Disney XD fue un canal de televisión por suscripción infantil francés, propiedad de The Walt Disney Company y que emitió entre 1997 y 2020. En Francia y África, Disney XD fue exclusivo de Canal+.

## Historia
Fox Kids nació en Canal Satellite el 15 de noviembre de 1997, añadiendo a Canal J, Cartoon Network, AB Cartoons y Disney Channel. Su sitio web fue lanzado a fines de 1999. El canal organizado la Copa Fox Kids y propuso Fox Kids Play, un canal interactivo.
Siguiendo la compra de Fox Family Worldwide por Disney en julio de 2001, un bloque de programación Jetix apareció en Fox Kids Francia en abril de 2004.
El 28 de agosto de 2004, Fox Kids fue reemplazado por Jetix. El 1 de julio de 2008, Jetix pasó a estar bajo la dirección de Disney, que luego se hizo cargo de todas las acciones de Jetix Europe.

Logo de Disney XD hasta el 3 de enero de 2016.

Jetix se convirtió en Disney XD el 1 de abril de 2009 a las 9:00. Ele fue la primera declinación de Disney XD.
Disney XD HD fue lanzado el 20 de septiembre de 2011.
Desde los años 1990, el cable tenía una exención para distribuir todas las cadenas. Pero después del lanzamiento de las ofertas de fibra de SFR a finales de 2014, incluida la oferta de TV de Numericable, Canalsat hizo que retirara su exención. Así, desde el 1 de enero de 2016, Disney XD, Disney Junior y Disney Cinema ya no se ofrecen en Numericable.
Los anuncios han sido eliminados en enero de 2020.
Debido a la llegada de Disney+, el cierre de Disney XD y Disney Cinema fue anunciado para el 31 de marzo de 2020. En Francia, su cierre se retrasó hasta el 7 de abril con el aplazamiento del lanzamiento de Disney+ debido a la crisis de Covid-19 ante la saturación de las redes.
Disney XD continuó emitiendo hasta el 1 de mayo de 2020 en Francia de ultramar y África. En Francia de ultra-mar, Disney XD ha sido reemplazado por Ludikids (cadena edu-entretenimiento de Canal+).